# Swordsman
Die Swordsman, auch HMAS Swordsman (Kennung: H11), war ein Zerstörer der britischen S-Klasse der Royal Australian Navy. Sie war einer von fünf Zerstörern dieser Klasse, welche 1920 von der britischen Marine an die australische Marine abgegeben wurde für den Einsatz Australiens während des Ersten Weltkriegs (sog. „gift fleet“).
Die fünf bislang nicht eingesetzten, neuen Zerstörer und der Flottillenführer Anzac wurden in der Nachkriegszeit wenig genutzt, waren in der Zeit der großen Depression nie alle im Dienst und wurden bis 1935 außer Dienst gestellt, da inzwischen von der Royal Navy Ende 1933 die spätere scrap iron flotilla mit dem Flottillenführer Stuart und den größeren Zerstörern Vampire, Vendetta, Voyager und Waterhen der Admiralty V- und W-Klasse an Australien abgegeben wurde.
1937 wurden die fünf Zerstörer der S-Klasse zum Abbruch verkauft. Die kaum genutzten Boote hätte man im Zweiten Weltkrieg wahrscheinlich gut nutzen können.

## Baugeschichte
Neun Werften erhielten Aufträge für die neue S-Klasse, die auf der modifizierten R-Klasse aufbaute und wie diese zwei Schornsteine hatte. Bewaffnung, Länge und Breite waren deckungsgleich. Gleichzeitig und bis Juli 1917 wurden zum Teil bei weiteren Werften weitere Zerstörer von diesem Typ bestellt, der auf den Werften zwischen oder neben Booten der ursprünglich als Flottillenführer für die S-Klasse entwickelten V- und W-Klasse entstand. Alle Boote hatten mit „S“ oder „T“ beginnende Namen. Fertiggestellt wurden drei leicht unterschiedliche Gruppen mit 55 Booten nach dem Entwurf der Admiralität und sieben nach einem Werftsentwurf von Yarrow und fünf Thornycroft-"specials". Alle Boote hatten ein langes Vorschiff und eine hohe Brücke hinter dem Deckssprung.
Die Mehrzahl der Boote (41) wurde erst nach dem Ende des Ersten Weltkriegs in Dienst gestellt. Dennoch waren zu Beginn des Zweiten Weltkriegs nur noch elf Boote im Dienst und dies meist auch nur in nachgeordneten Aufgaben. Die meisten Booten waren in den 1930er Jahren abgewrackt worden, auch um den Anforderungen des Londoner Flottenvertrages von 1930 zu genügen, der auch die zulässige Zerstörertonnage begrenzte.

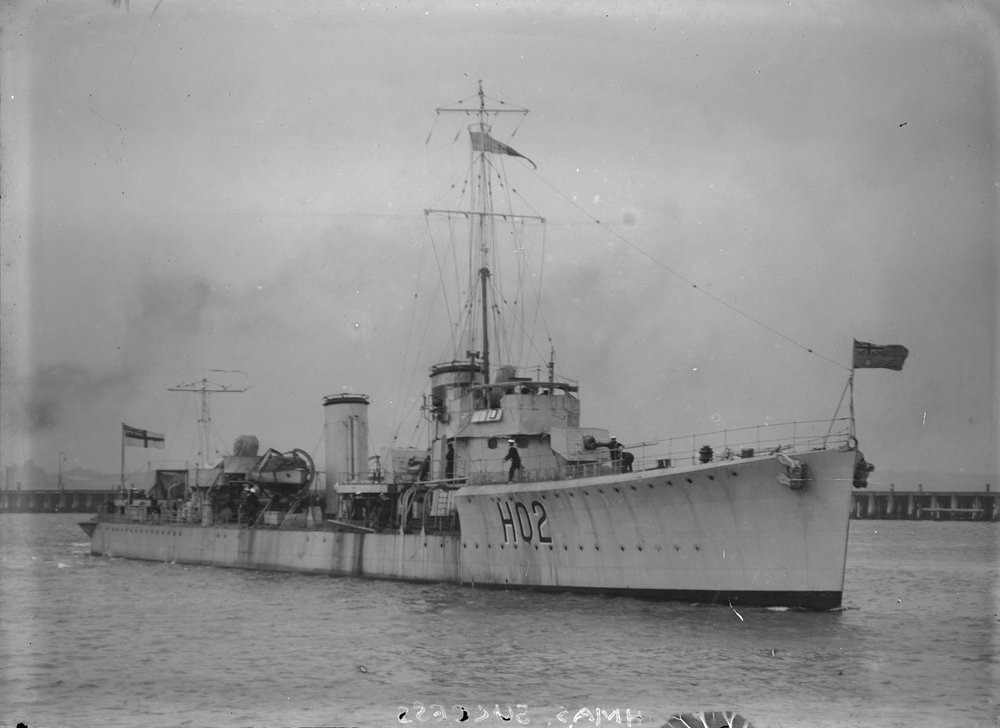
Die Success im Dienst der RAN.

Der Auftrag zum Bau der Swordsman ging an die Werft Scott’s Shipbuilding  in Greenock am Clyde. Die schon 1711 gegründete Werft hatte schon Aufträge für die Royal Navy abgewickelt, wie 1905 mit dem Panzerkreuzer Argyll und dann 1912 mit dem Schlachtschiff HMS Ajax. Aber erst im Weltkrieg wurde die Werft in den Zerstörerbau einbezogen und hatte schon Aufträge für sechs Boote der M-Klasse, zwei der modifizierten R-Klasse und zwei der W-Klasse erhalten. Unter der Baunummer 492 lief dort am 28. Dezember 1918 die Swordsman als dritter S-Zerstörer dieser Werft nach Swallow und Strenuous (BN°491/493; August/November 1918) vom Stapel lief. Die beiden ersten Boote wurden von der Bauwerft noch im September 1918 und Januar 1919 fertiggestellt und kamen zur Royal Navy. Zwei weitere Boote wurden als Stronghold und Sturdy (BN°494/495) im Juli und Oktober 1919 für die Royal Navy fertiggestellt. Die beiden letzteren waren 1939 noch vorhanden.
Die Zerstörer der S-Klasse hatten eine Verdrängung von 1075 ts bei einer Länge von 84,1 Metern. Angetrieben wurden sie von drei Yarrow-Kesseln mit Ölfeuerung und meist von Brown-Curtis-Getriebeturbinen, die über zwei Wellen mit 27000 PS eine Höchstgeschwindigkeit von 32 Knoten ermöglichten. Die geplante Höchstgeschwindigkeit von 36 Knoten wurde nicht erreicht. Die Besatzung der Boote umfasste 99 Mann bei sechs Offizieren.

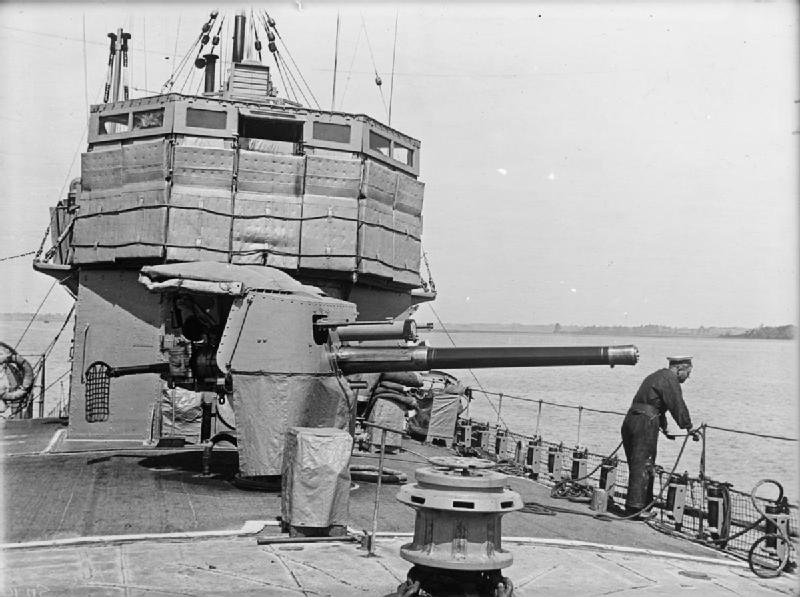
102-mm-Mk.IV-Kanone auf der Satyr

Bewaffnet wurden die Boote mit drei 102-mm-Mk.IV-Schnellfeuerkanonen und einem 40-mm-Flugabwehrgeschütz. Dazu verfügten sie über fünf Maschinengewehre der Typen Vickers und Lewis sowie zwei 21 Zoll-Torpedorohr-Zwillinge. Die Boote hatten zwei Wasserbombenwerfer und zwei Ablaufbahnen für Wasserbomben.
Das dritte Boot wurde für die Weitergabe an die Royal Australian Navy vorgesehen und wurde von dieser im Januar 1920 übernommen und in Dienst gestellt. Am 20. Februar begann die HMAS Swordsman mit der bei Doxford gebauten Success und den von Beardmore gebauten Tasmania und Tattoo den Marsch nach Australien. Sechs Tage später folgte der Flottillenführer Anzac mit dem fünften Zerstörer, der bei Swan Hunter gebauten Stalwart. Nur die im April 1917 von Denny Brothers fertiggestellte Anzac hatte bis Anfang 1919 tatsächlich im Dienst der Royal Navy bei der 14. Zerstörerflottille der Grand Fleet gestanden; die fünf Zerstörer der S-Klasse für Australien wurden von der Navy zwar von den Bauwerften abgenommen, aber nicht eingesetzt.
Zu der sog. „gift fleet“ an die Australier in Anerkennung ihrer Leistungen im Krieg gehörten noch drei als Minensucher vorgesehene Sloops der Flower-Klasse (Mallow, Marguerite, Geranium), die Anfang Juni 1919 in Australien eintrafen und sechs Unterseeboote der J-Klasse, die begleitet vom Kreuzer Sydney im August 1919 in ihrer neuen Heimat eintrafen. Vier Boote (J1, J2, J4 und J5) wurden schon 1924 ausgesondert, J3 und J7 folgten 1926.

## Einsatzgeschichte

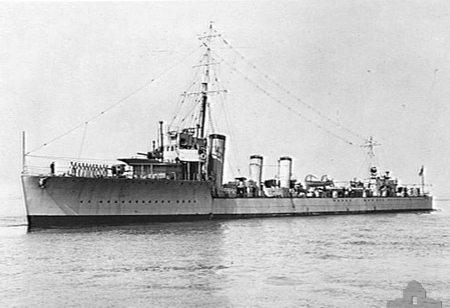
HMAS Anzac

Die sechs Boote der neuen Zerstörerflottille der Royal Australian Navy liefen durch das Mittelmeer und den Suezkanal nach Indien und besuchten an der Route verschiedene Häfen. Auch in Niederländisch-Indien wurden etliche Häfen angelaufen. Es sollte die letzte Auslandsreise der Boote sein. Die schlechte wirtschaftliche Lage nach dem Weltkrieg führte zu einer derartigen Budgetknappheit, dass die Boote allenfalls – und auch dies selten – bis zu dem ehemals deutschen Neuguinea liefen. Es waren meist nur drei Boote im Dienst. Success, Tasmania und Tattoo gingen im Oktober 1921 in die Reserve, wurden aber später wieder aktiviert. Die Swordsman folgte im September 1922 in die Reserve und wurde durch die Tasmania im aktiven Dienst ersetzt. Ende 1925 ersetzte die Success die Stalwart im aktiven Dienst, wobei letztere nicht wieder aktiviert wurde. Eine sechswöchige Aktivierung der Tattoo im März/April 1926 führte kurzzeitig zu vier aktiven Booten. Im August 1926 ersetzte dann die Swordsman die Anzac als Flottillenführer. Als die Anzac im Januar 1928 wieder aktiviert wurde, übernahm sie wieder die Aufgabe als Flottillenführer und die Tasmania schied endgültig aus dem aktiven Dienst. Die Budgetschwierigkeiten der australischen Flotte führte dann Ende Dezember zum ersatzlosen Ausscheiden der Swordsman und im Mai 1930 der Success. Als 1931 auch die Anzac als einziges noch im aktiven Dienst befindliches Boot außer Dienst gestellt wurde, kam die Tattoo erneut in den aktiven Dienst bis Ende Juni 1933. Diese Boot wurde dann als einziges bis Juni 1936 regelmäßig für Übungen aus Melbourne wieder in Dienst gestellt, während die Aufgaben mit dem Flotteneinsatzverband ab Dezember 1933 von den neu eingetroffenen Booten Stuart, Vampire, Vendetta, Voyager und Waterhen übernommen wurden abgegeben. Auch von denen neuen Booten befanden sich in der Regel zwei in der Reserve.

## Endschicksal
Die Stalwart war Ende 1925 zum letzten Mal aktiv. Tasmania folgte Anfang 1928 in die Reserve, Swordsman Ende 1929, Success Mitte 1930 und Tattoo Mitte 1935. Der Flottillenführer Anzac war schon Ende Juli 1931 ausgesondert worden und wurde 1935 als erstes Boot zum Abbruch verkauft, tatsächlich dann nur ausgeschlachtet und im Mai 1936 als Zielschiff versenkt. Im Januar 1937 wurde dann die Swordsman, die während ihrer aktiven Zeit selten den Hafen von Sydney verlassen haben soll, zum Abbruch verkauft. Ihre folgten dann im Juni 1937 Success, Stalwart, Tasmania und Tattoo. Ersetzt wurden die Zerstörer seit Ende durch eine erneut von der Royal Navy überlassene Flottille mit dem Flottillenführer Stuart und den größeren Zerstörern Vampire, Vendetta, Voyager und Waterhen der V- und W-Klasse, die im Weltkrieg den ihr von Goebbels verliehenen Namen Alteisen-Flottille („scrap iron flotilla“) zu einem Ehrennamen durch ihren Einsatz im Mittelmeer machte.